# Мерино (Колорадо)
Мерино (англ. Merino) — місто (англ. town) в США, в окрузі Логан штату Колорадо. Населення — 281 особа (2020).

## Географія
Мерино розташоване за координатами 40°29′5″ пн. ш. 103°21′13″ зх. д. / 40.48472° пн. ш. 103.35361° зх. д. (40.484826, -103.353631).  За даними Бюро перепису населення США в 2010 році місто мало площу 0,43 км², уся площа — суходіл.

## Демографія
Згідно з переписом 2010 року, у місті мешкали 284 особи в 108 домогосподарствах у складі 76 родин. Густота населення становила 655 осіб/км².  Було 120 помешкань (277/км²).
Расовий склад населення:
| - 95,1 % — білих - 0,7 % — корінних американців - 1,4 % — осіб інших рас |

До двох чи більше рас належало 2,8 %. Частка іспаномовних становила 8,1 % від усіх жителів.
За віковим діапазоном населення розподілялося таким чином: 30,3 % — особи молодші 18 років, 59,5 % — особи у віці 18—64 років, 10,2 % — особи у віці 65 років та старші. Медіана віку мешканця становила 35,0 року. На 100 осіб жіночої статі у місті припадало 83,2 чоловіків;  на 100 жінок у віці від 18 років та старших — 78,4 чоловіків також старших 18 років.
За межею бідності перебувало 21,6 % осіб, у тому числі 8,9 % дітей у віці до 18 років та 8,3 % осіб у віці 65 років та старших.
Цивільне працевлаштоване населення становило 107 осіб. Основні галузі зайнятості: виробництво — 23,4 %, освіта, охорона здоров'я та соціальна допомога — 19,6 %, роздрібна торгівля — 13,1 %, мистецтво, розваги та відпочинок — 12,1 %.